# Соціальні медіа

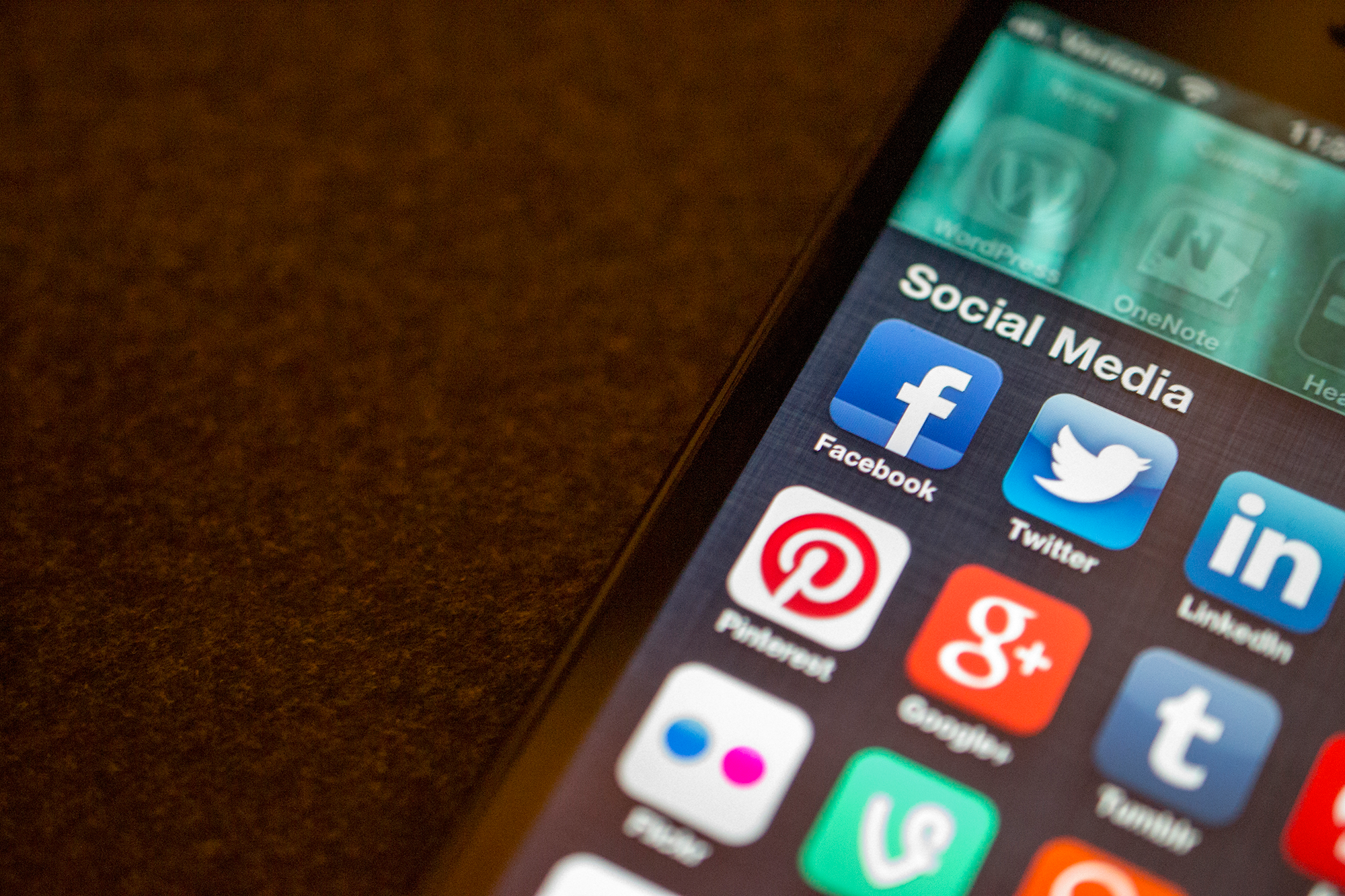
Іконки додатків соціальних мереж на екрані смартфона

Соціа́льні ме́діа (англ. Social media) — вид масмедіа, ряд онлайнових технологій на принципах Веб 2.0, завдяки яким споживачі контенту через свої дописи стають його співавторами і можуть взаємодіяти, співпрацювати, спілкуватися, ділитися інформацією або брати участь у будь-якій інший соціальній активності із теоретично усіма іншими користувачами певного сервісу.

## Класифікація
Існують різні способи класифікації соціальних медіа.
За схемою Andreas Kaplan і Michael Haenlein виділено 6 типів:
- спільні проекти,
- блоги і мікроблоги,
- контент-спільноти,
- соціальні мережі,
- віртуальні ігрові світи,
- віртуальні соціальні світи.

Є суперечності щодо того, чи вважати соціальними медіа форуми (у них також важлива роль відводиться користувачам, однак часто присутнє жорстке модерування дописів) та віртуальних світів (часто вони призначені для особистого чи групового спілкування, але не для масової публікації)
Кожен тип використовує не одну, а декілька технологій (дописи, поширення зображень, відеоблоги, записи на стіні, електронна пошта, безперервне спілкування, поширення музики, краудсорсинг, VoIP та багато інших); найбільше агрегують в собі комплексні соціальні платформи, тож інколи певний ресурс неможливо віднести до однієї категорії.

### Мобільні соціальні медіа
Соціальні медіа, що використовують з мобільних пристроїв, називають мобільними соціальними медіа. На відміну від медіа, що традиційно використовуються на комп'ютері, мобільні більш чутливі до часу і місця. Вони можуть бути чутливими:
- і до часу, і до місця — повідомлення чітко прив'язане до одного моменту і одного місця (наприклад, Facebook Places, Foursquare);
- тільки до місця — повідомлення прив'язане до певного місця, а інші читають його пізніше (наприклад, Yelp, Qype);
- тільки до часу — повідомлення з інших соціальних медіа переносяться в мобільні задля негайності їх поширення (наприклад, повідомлення у Twitter або статуси в Facebook);
- ні до часу, ні до місця — користувачеві не важливий момент і місце перегляду його повідомлення (наприклад, відео на YouTube або статті Вікіпедії)

## Порівняння із традиційними ЗМІ
Спільною рисою соціальних медіа та традиційних мас-медіа є здатність досягти малої або великої аудиторії; як допис у блозі, так і телепередача можуть залишитись невідомими, а можуть досягти мільйонів людей.
Відмінні риси:
- досягнення аудиторії — як ті, так і інші можуть виходити на глобальний рівень, але традиційні ЗМІ зазвичай використовують централізований спосіб організації, виробництва і поширення, тоді як соціальні медіа за своєю природою більш децентралізовані і розпорошені, менш ієрархічні,
- доступність — засоби виробництва ЗМІ зазвичай урядові та/або корпоративні, а засоби соціальних медіа загалом доступні для громадськості безкоштовно або дешево,
- можливість використання — традиційні ЗМІ зазвичай передбачають певні навички і уміння для їх виробництва, у той час як соціальними медіа, в теорії, може оперувати будь-хто,
- негайність — часова затримка між виробництвом і отримання традиційних ЗМІ користувачами може складати дні, тижні і місяці, у порівнянні з соціальними медіа, інформація у яких є доступною фактично наступної миті після публікації.
- незмінність — традиційні засоби масової інформації не можуть бути змінені вже після їх створення (журнальну статтю неможливо виправити, якщо вона уже надрукована і розповсюджена), тоді як соціальні медіа можуть видозмінюватись постійно через редагування та додавання коментарів.

## Вплив і використання
Завдяки появі соціальних медіа різко збільшилась наявна у світі кількість інформації.
Пришвидшилось поширення новин до більшої кількості користувачів. Наприклад, після вибуху на артилерійському складі у Сербії, що стався 19 жовтня 2006 року о 3:45 ночі, перше повідомлення з'явилося на місцевому форумі вже через 1 хвилину: «Вибух на пагорбі?». Журналісти традиційних медіа не встигали підготувати професійні матеріали: навіть перший випуск теленовин вийшов без повідомлення про подію. Тому дуже часто зараз ЗМІ використовують аматорський контент, професійно верифікучи його зміст, походження та зіставляючи з даними, що походять з інших джерел.
Соціальні медіа також вплинули на поширення ідей арабської весни 2011 року та світову увагу до подій на Близькому Сході та у Північній Африці.
Соціальні медіа широко використовуються в електронному маркетингу. Це дозволяє компаніям швидше вловлювати тенденції ринку та реакції споживачів, дає можливість створювати персоналізовану рекламу.

## Негатив і критика
Оскільки соціальним медіа характерна самоорганізація, то вони майже не контрольовані і не передбачувані. Результат діяльності користувача може бути невідомим навіть йому самому. Наприклад, організатори виступу 25 січня 2011 у Каїрі, група у Facebook, розраховували зібрати 1,5—2 тисячі осіб, але помилились у розрахунках числа потенційних учасників на два порядки.
Оскільки контент сайту створюється різними користувачами, то виникають суперечки щодо права власності — як між дописувачами, так і між ними та власником сайту.
Жваво обговорюється питання впливу соціальних медіа на міжособистісні відносини. Зокрема, цьому присвячена книга Януша Вишневського «Самотність у мережі», стаття Stephen Marche «Is Facebook Making Us Lonely?» (Чи робить нас Facebook самотніми?) та інші.

## Приклади
За основним призначенням

### Комунікація
- Блоги: WordPress, Blogger, LiveJournal, Open Diary
  - Мікроблоги: Google Buzz, Tumblr, Twitter
- Соцмережі з геопозиціонуванням: AlterGeo, Facebook Місця, Foursquare, Google Latitude
- Події: Eventful, Facebook події, Upcoming
- Інтернет-пропаганда і збір коштів: Causes, Avaaz
- Соціальні мережі: Facebook, Twitter, Pinterest, Instagram, Google+, LinkedIn, MySpace

### Спільні проекти
- Системи контент-менеджменту: WordPress, Blogspot, Joomla
- Робота з документами: Docs.com, Google Docs
- Соціальні закладки:Google Reader, links.i.ua
- Соціальні новини: Newsvine, NowPublic, Reddit
- Вікі: Вікія, Wikidot, Вікімедіа, Wikispaces, Вікіновини

### Розваги
- Ігри: Zynga, Armor Games, Newgrounds
- Медіа платформи: YouTube, MySpace, mtv.com, Vimeo
- Віртуальні світи: Second Life, World of Warcraft, RuneScape

### Мультимедіа
- Лайвкастинг: YouTube, Skype, Livestream, oovoo
- Музика та аудіо: Pandora Radio, Last.fm, MySpace Music, ReverbNation.com, ShareTheMusic, SoundCloud
- Зображення: Instagram, Pinterest, Flickr, Picasa, deviantArt
- Презентації: Prezi, SlideShare
- Відео: YouTube, Vimeo, Openfilm

### Огляди та відгуки
- Бізнес-огляди: Customer Lobby, Yelp, Inc.
- Запитання-відповіді: ask.com, WikiAnswers, Yahoo! Answers
- Відгуки на продукцію: epinions.com, Amazon.com